# Tweede Slag om Grozny
In de Tweede Slag om Grozny van augustus 1996 (ook gekend als Operatie Jihad) slaagden Tsjetsjeense rebellen erin om de Tsjetsjeense hoofdstad Grozny te heroveren en te behouden in een verrassingsaanval. De Russische Federatie had in de Eerste Slag om Grozny de hoofdstad veroverd in februari 1995.
De tweede slag leidde tot het Akkoord van Chasavjoert en beëindigde uiteindelijk de Eerste Tsjetsjeense Oorlog.

## Achtergrond
In juli 1996 verlieten Russische leiders het ongemakkelijk vredesproces in Tsjetsjenië en werden grootschalige militaire operaties hervat. Tussen 9 en 16 juli 1996 vielen Russische troepen separatistische basissen aan de uitlopers en bergen in het zuiden van Tsjetsjenië. Op 20 juli lanceerde Russische troepen een grootschalige campagne om de zuidelijke hooglanden te neutraliseren door de meerderheid van hun gevechtstroepen daar te installeren.
Op 6 augustus, dezelfde dag als van het rebellenoffensief, begonnen Russische troepen een grote operatie in het dorp Alchan-Joert door 1.500 paramilitaire Interne Troepen en Tsjetsjeense pro-Moskou politiemannen van Dokoe Zavgajevs regering uit Grozny te brengen.